# Zinat
 (juin 2014).
Si vous disposez d'ouvrages ou d'articles de référence ou si vous connaissez des sites web de qualité traitant du thème abordé ici, merci de compléter l'article en donnant les références utiles à sa vérifiabilité et en les liant à la section « Notes et références ».
La commune de sebt Zinat (connue sous le nom de commune rurale de sebt zinat/ en arabe جماعة سبت الزينات) est un village situé au nord du Maroc à 20 km à l'est de la ville de Tanger, 43 km au sud de Tétouan.
Il abrite le barrage Ibn Battuta (سد إبن بطوطة), source d'eau potable pour la ville de Tanger.

## Historique
Le village a connu des pages tourmentées au début du siècle dernier ; le Caïd Moulay Ahmed Raissouni de son QG à Sebt zinat kidnappa le journaliste Britannique Walter Burton Harris (en) correspondant du Times à Tanger et plus tard conseiller du Sultan Abdelaziz ben Hassan (et auteur du livre Morocco That Was).
Aussi l'enlèvement par Raissouni de la famille américaine est retracé de façon très romancée dans le film Le Lion et le Vent dans lequel l'acteur Sean Connery joue le rôle du Raissouni.